# 岩内警察署
岩内警察署（いわないけいさつしょ）は、北海道警察本部が管轄する札幌方面の警察署の一つである。

## 所在地
- 北海道岩内郡岩内町字高台5

## 管轄区域
- 岩内郡 - 岩内町、共和町
- 古宇郡 - 神恵内村、泊村

## 沿革
- 1876年4月 - 札幌巡査屯所より巡査が派遣されて岩内巡査派出所が設置される。
- 1878年2月 - 札幌警察署岩内分署が設置される。
- 1882年3月 - 岩内警察署として独立発足する。
- 1948年3月 - 岩内地区警察署と岩内町警察署の自治体警察に分離発足する。
- 1954年7月 - 札幌方面岩内警察署となり現在に至る。

## 組織
- 警務課（警務係、犯罪被害者支援係、相談係、管理係）
- 会計係
- 地域課（地域係）
- 刑事・生活安全課（生活安全係、刑事係）
- 交通課（交通係）
- 警備課（警備係）

## 交番・駐在所
括弧内は所在地を表す。

### 岩内町
- マリンプラザ交番 (岩内郡岩内町字万代48-6)

※野束駐在所は2014年3月に廃止となった。

### 共和町
- 前田駐在所 (岩内郡共和町前田50)
- 国富駐在所 (岩内郡共和町国富858-1)
- 小沢駐在所 (岩内郡共和町小沢127-70)
- 発足駐在所 (岩内郡共和町発足190)

### 神恵内村
- 神恵内駐在所 (古宇郡神恵内村大字神恵内81-4)

### 泊村
- 泊駐在所 (古宇郡泊村大字茅沼村字臼別59-10)